# Contea di Hale (Alabama)
La contea di Hale, in inglese Hale County, è una contea dello Stato dell'Alabama, negli Stati Uniti. la popolazione al censimento del 2000 era di 17.185 abitanti. Il capoluogo di contea è Greensboro.

## Geografia fisica
La contea si trova nella parte centro-occidentale dell'Alabama. Lo United States Census Bureau certifica che l'estensione della contea è di 1.700 km², di cui 33 km² di acque interne.
Il paesaggio è costituito da praterie ondulate e pianure costiere punteggiate da foreste di querce e pini. Nel nord-est si trova parte della foresta nazionale di Talladega. Nella contea si trova anche il sito archeologico di Moundville della cultura del Mississippi.

### Contee confinanti
- Contea di Tuscaloosa - nord
- Contea di Bibb - nord-est
- Contea di Perry - est
- Contea di Marengo - sud
- Contea di Greene - ovest

### Laghi, fiumi e parchi
La contea comprende i seguenti laghi, fiumi e parchi:
| Laghi | Fiumi | Parchi | Parchi |
| --- | --- | --- | ------ |
| - Cypress Cutoff Lake - Millwood Pond - Manette Pond - Coleman Pond - Orneys Place Pond - Storers Lake - Stovers Lake - Duck Pond | - Friersons Branch - French Creek - Elliotts Creek - Reedy Branch - Jacks Branch - Fivemile Creek - Sparks Creek - Posey Branch - Millians Creek | - Jennings Ferry Public Use Area - Lock Number Six Left Bank Public Use Area - Arcola Public Use Area - Lock Eight Public Use Area - Lock Number Nine Left Bank Public Use Area - Stewart Park - Warrior Lock and Dam Public Use Area - Lock Number Five Left Bank Public Use Area - Lions Park |        |

## Storia
La contea di Hale fu costituita il 30 gennaio 1867 ed era territorio dei Choctaw. Il nome le è stato dato in onore del colonnello confederato Stephen F. Hale.

## Principali strade ed autostrade
- U.S. Highway 80
- State Route 14
- State Route 25
- State Route 60
- State Route 61
- State Route 69

## Società

### Evoluzione demografica
Abitanti censiti (migliaia)

## Comuni[8]
- Akron - town
- Greensboro (capoluogo) - city
- Moundville - town[9]
- Newbern - town